# Kallós Ede (szobrász)
Kallós Ede, született Klein Éliás (Hódmezővásárhely, 1866. február 17. – Budapest, Erzsébetváros, 1950. március 11.) magyar szobrászművész.

## Életpályája

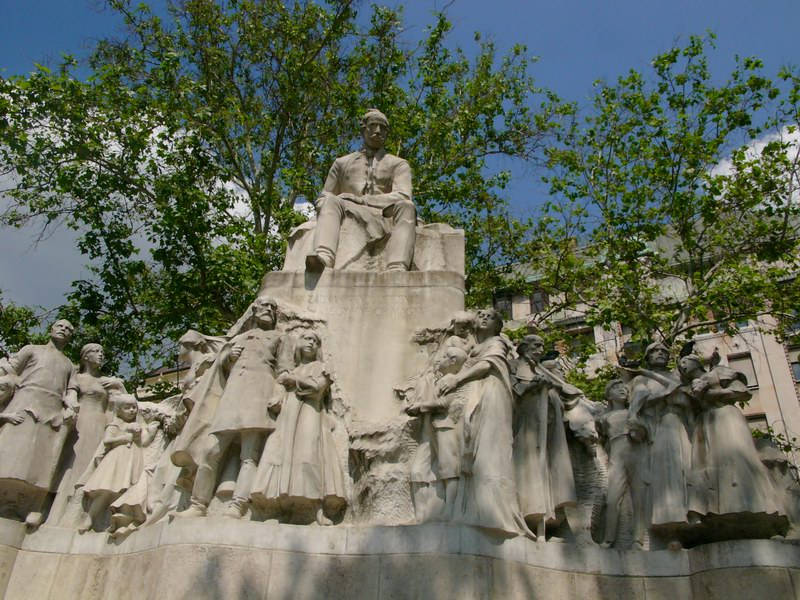
Kallós Ede és Telcs Ede: Vörösmarty szoborcsoport
(Budapest, Vörösmarty tér, 1908)

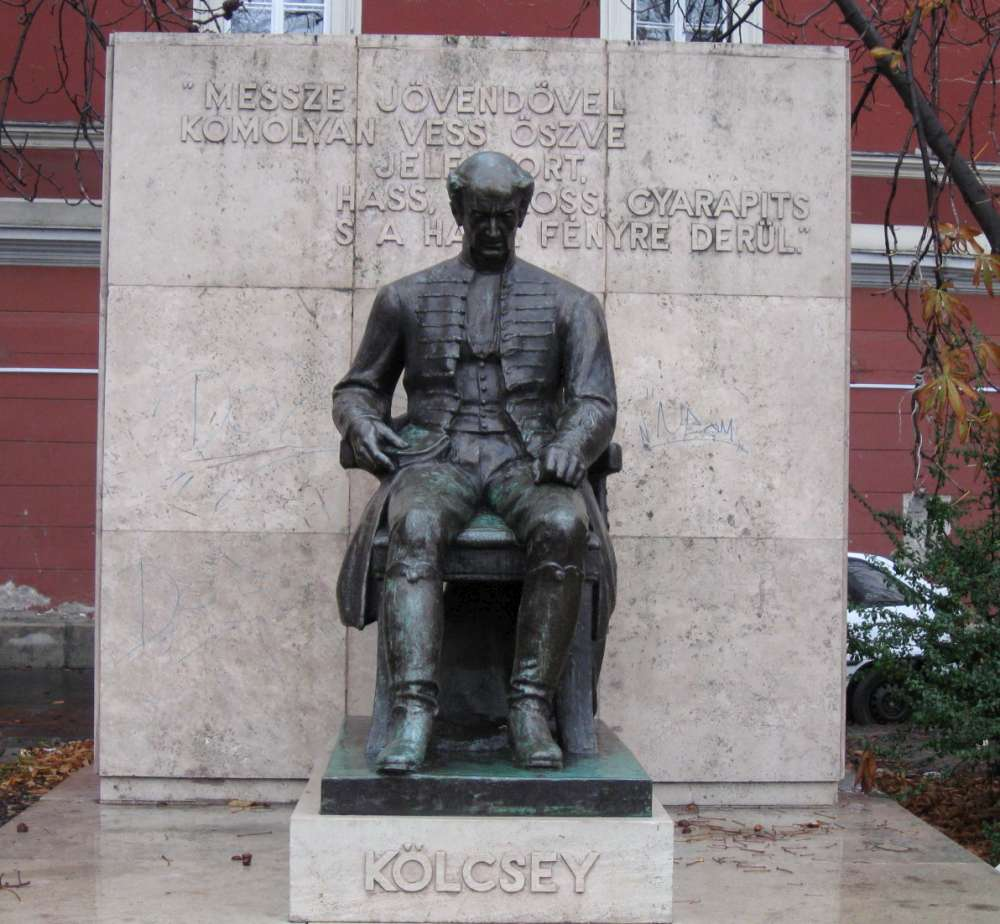
Kölcsey Ferenc szobra
(Budapest, Batthyány tér)

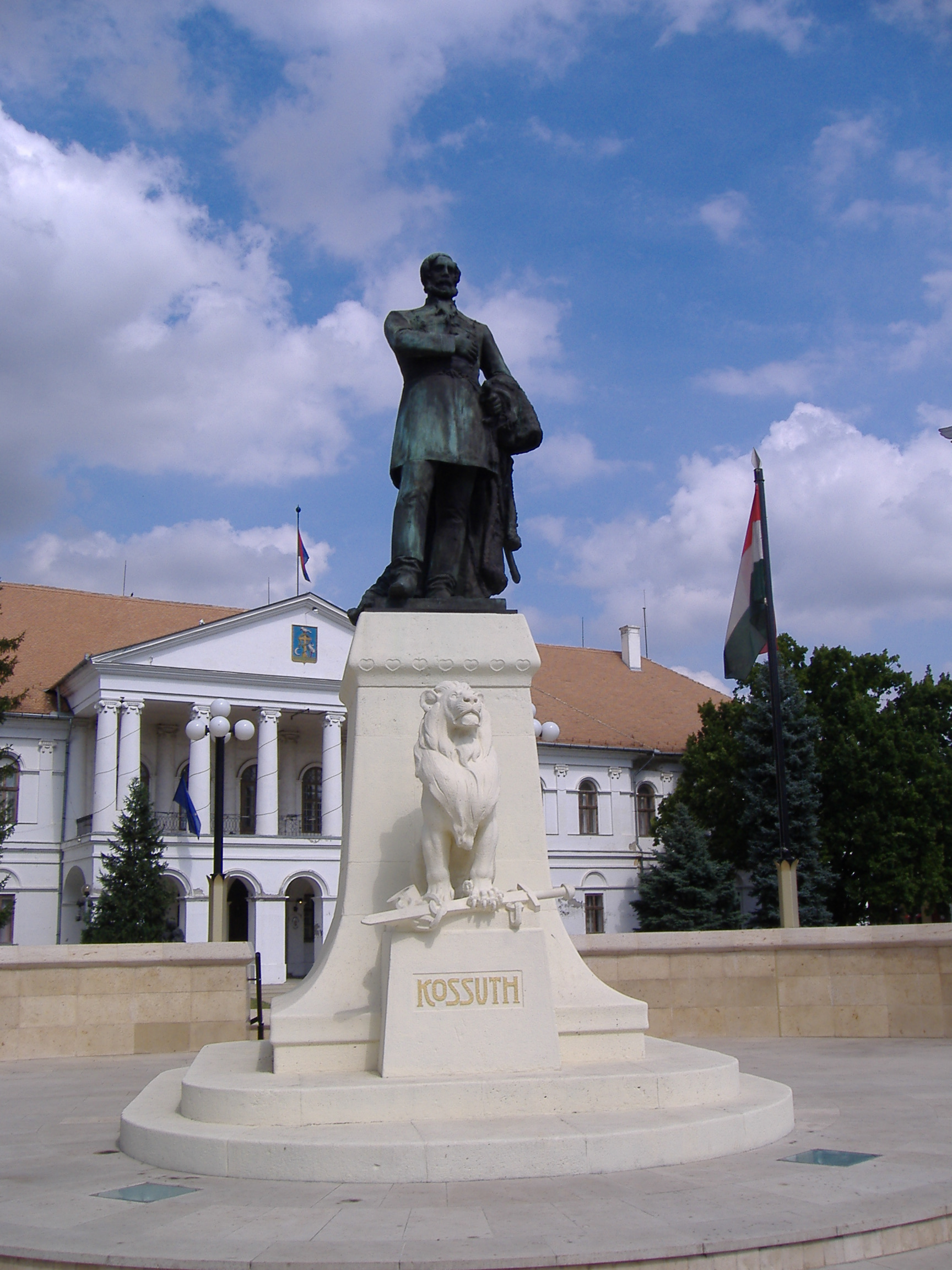
Kallós Ede: Kossuth Lajos
(Makó, 1908)

Kallós (Klein) Albert és Lubeck Cecília fiaként született. Művészeti tanulmányait Budapesten, majd Párizsban, Henri Michel Antoine Chapu (1833–1891) mellett végezte. Itthon Dávid c. szobrával aratott sikert a Műcsarnokban. E műve a naturalista plasztika kiváló emléke, melynek hatására számos megrendelést kapott köztéri szobrok, épületdíszítő plasztikák és síremlékek alkotására. Az említett szobrászati műfajokon kívül portrékat festett, köztük Prohászka Ottokárról, Márkus Gézáról. Felesége Racsov Etelka volt.

## Köztéri művei (válogatás)

### Budapesten
- (1904) Irányi Dániel (Károlyi-kert)
- (1908) Vörösmarty Mihály szoborcsoport (Telcs Edével)
- (1939) Kölcsey Ferenc (Batthyány tér)

### Vidéken
- (1896) Erkel Ferenc (Gyula)[6]
- (1896) Árpád fejedelem (Ópusztaszer)
- (1899) Kölcsey Ferenc (Nagykároly)
- (1898) Bessenyei György (Nyíregyháza)
- (1904) Kossuth Lajos (Hódmezővásárhely)
- (1908) Kossuth Lajos (Makó)
- (1925) körül) Első világháborús emlékmű Fülöpszállás

### Síremlékek
- Tóth László
- Jankó János
- (1903) Kozma Sándor
- Vadnay Andor
- Bartha Miklós
- (1901) Irányi Dániel (Bálint Zoltánnal, Jámbor Lajossal)
- Falk Miksa
- (1914) Bánffy Dezső

### Tervben maradt
- 1916: első világháborús hősi emlékmű[7]

## Galéria

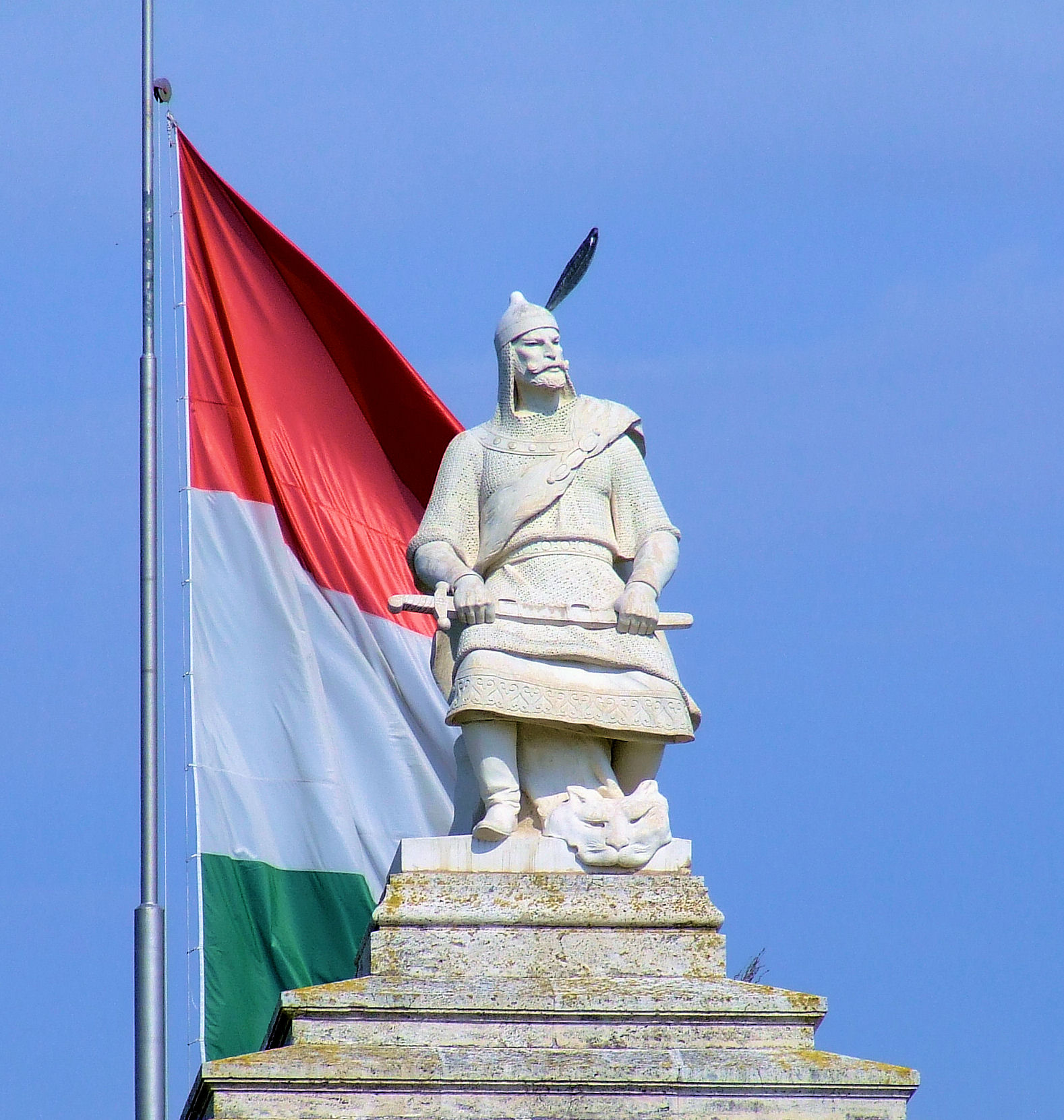
Kallós Ede: Árpád fejedelem szobra, (Nemzeti Történeti Emlékpark, Ópusztaszer)
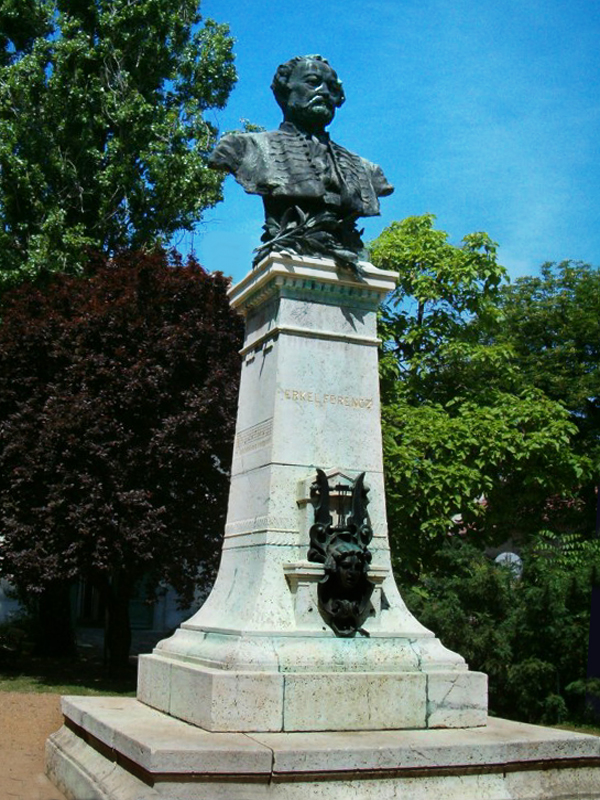
Kallós Ede: Erkel Ferenc szobra (Gyula)
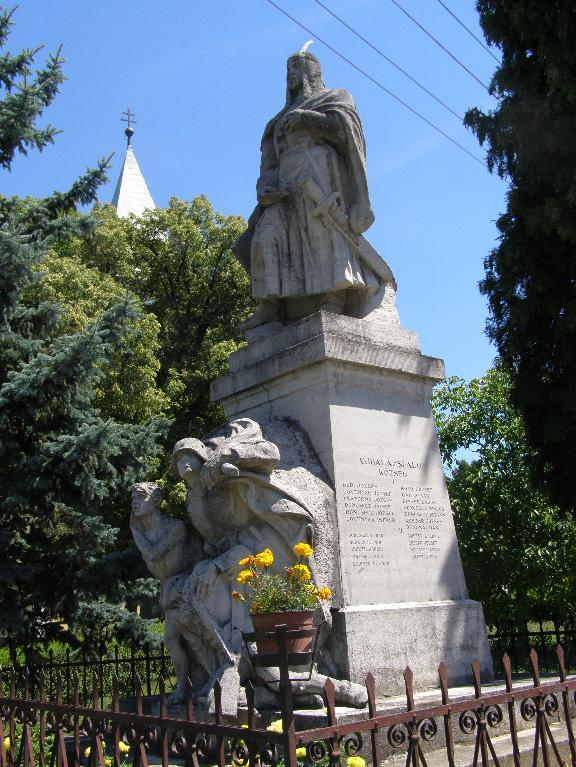
Kallós Ede: Hősi halottak emlékműve (Apátistvánfalva)
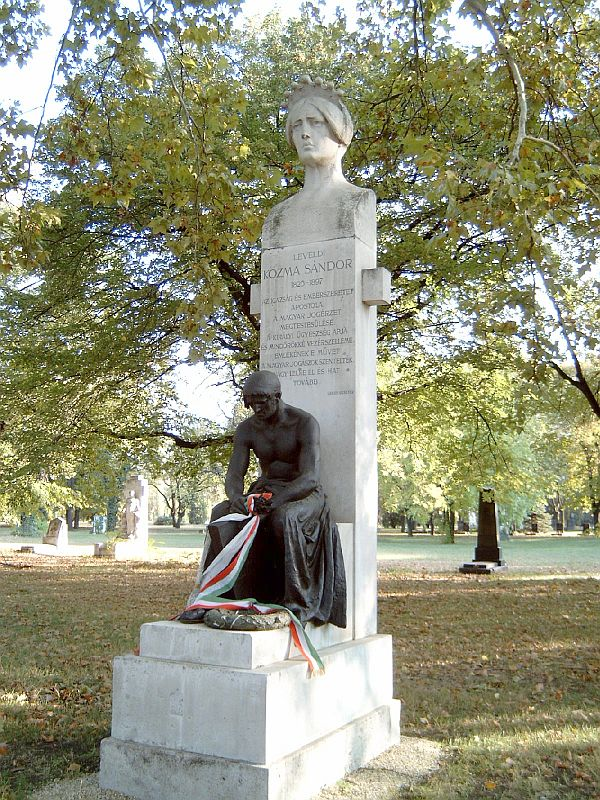
Kallós Ede: Kozma Sándor síremléke (Budapest, Fiumei úti sírkert (29/2-1-34))

## Díjai, elismerései
- Nadányi ösztöndíj (1892)